# Thuyền buồm Trung Quốc

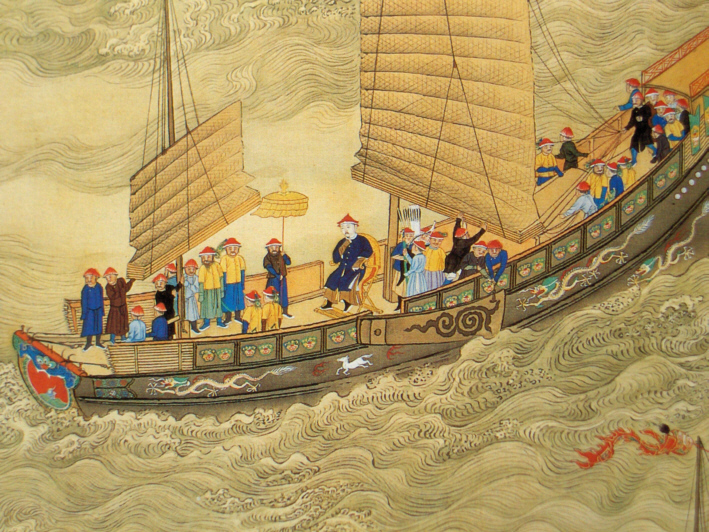
Khang Hy du ngoạn trên thuyền buồm

Thuyền buồm Trung Quốc (tiếng Trung: 中国帆船) hay Thuyền mành là một loại thuyền đã có mặt trên đất nước Trung Hoa từ thời kỳ cổ đại và vẫn sử dụng đến ngày nay. Chiếc thuyền đã được phát triển dưới thời nhà Hán (206 TCN-220) và đã được sử dụng như tàu biển vào đầu thế kỷ thứ 2. Chúng đã phát triển trong các Triều đại sau đó, và đã được sử dụng cho những chuyến đi biển đến khắp các vùng đất châu Á. Chúng đã được tìm thấy, và với số lượng ít hơn trên toàn Nhật Bản, Đông Nam Á và Ấn Độ, nhưng chủ yếu ở Trung Quốc và có lẽ nổi tiếng nhất là ở Hồng Kông. Ngày nay nó chỉ phục vụ vào mục đích giải trí.